# Jaguar F-Type
De Jaguar F-Type is een tweezits sportwagen, geproduceerd door de Engelse autofabrikant Jaguar Cars.
De F-Type werd op de Autosalon van Parijs van 2012 geïntroduceerd en kwam in mei 2013 op de markt als cabriolet met soft-top. Op de Los Angeles Motor Show 2013 werd de coupé-versie van de F-Type gepresenteerd en deze kwam in mei 2014 op de Europese markt.
In 2020 is er een facelift doorgevoerd. Meest opvallende daarin zijn de nieuwe voorkant met geheel andere, lagere komlampen. Ook het interieur werd verbeterd. 

## Technische gegevens
|                                             | F-Type V6 Supercharged               | F-Type V6 S Supercharged             | F-Type V8 S Supercharged             | F-Type V8 R Supercharged             |
| Productie                                   | 2013-                                | 2013-                                | 2013-                                | 2013-                                |
| Motoreigenschappen                          |                                      |                                      |                                      |                                      |
| Motortype                                   | 6-cilinder in V-vorm, benzine        | 6-cilinder in V-vorm, benzine        | 8-cilinder in V-vorm, benzine        | 8-cilinder in V-vorm, benzine        |
| Brandstofinjectie                           | Directe brandstofinjectie            | Directe brandstofinjectie            | Directe brandstofinjectie            | Directe brandstofinjectie            |
| Turbo/Supercharger                          | Supercharger                         | Supercharger                         | Supercharger                         | Supercharger                         |
| Cilinderinhoud                              | 2995 cm³                             | 2995 cm³                             | 5000 cm³                             | 5000 cm³                             |
| Vermogen                                    | 250 kW (340 pk) bij 6500/min         | 279 kW (380 pk) bij 6500/min         | 364 kW (495 pk) bij 6500/min         | 406 kW (550 pk) bij 6500/min         |
| Koppel                                      | 450 Nm bij 3500/min                  | 460 Nm bij 3500/min                  | 625 Nm bij 2500/min                  | 680 Nm bij 3500/min                  |
| Krachtoverbrenging                          |                                      |                                      |                                      |                                      |
| Aandrijving                                 | Achterwielaandrijving                | Achterwielaandrijving                | Achterwielaandrijving                | Achterwielaandrijving                |
| Transmissie                                 | 8-traps automaat of 6-handgeschakeld | 8-traps automaat of 6-handgeschakeld | 8-traps automaat of 6-handgeschakeld | 8-traps automaat of 6-handgeschakeld |
| Meetwaarden                                 |                                      |                                      |                                      |                                      |
| Acceleratie, 0-100 km/h                     | 5,3 s                                | 4,9 s                                | 4,3 s                                | 4,2 s                                |
| Topsnelheid                                 | 260 km/h                             | 275 km/h                             | 300 km/h                             | 300 km/h                             |
| Brandstofverbruik per 100 km (gecombineerd) | 9,0 l                                | 9,1 l                                | 11,1 l                               | 11,3 l                               |
| CO2-emissie                                 | 209 g/km                             | 213 g/km                             | 259 g/km                             | 259 g/km                             |
| EU-emissienorm                              | Euro 6                               | Euro 6                               | Euro 6                               | Euro 6                               |